# Buena Fe, Mexiko
Buena Fe är en ort i Mexiko.   Den ligger i kommunen Nuevo Casas Grandes och delstaten Chihuahua, i den nordvästra delen av landet, 1 500 km nordväst om huvudstaden Mexico City. Buena Fe ligger 1 466 meter över havet och antalet invånare är 544.
Terrängen runt Buena Fe är platt åt nordost, men åt sydväst är den kuperad.  Trakten runt Buena Fe är nära nog obefolkad, med mindre än två invånare per kvadratkilometer. Närmaste större samhälle är Nuevo Casas Grandes, 5,8 km norr om Buena Fe. Omgivningarna runt Buena Fe är i huvudsak ett öppet busklandskap.